# Viviana Aroche
Viviana Aroche López (* 24. Januar 1998) ist eine guatemaltekische Leichtathletin, die im Mittel- und Langstreckenlauf an den Start geht.

## Sportliche Laufbahn
Erste internationale Erfahrungen sammelte Viviana Aroche im Jahr 2016, als sie bei den CAC-Juniorenmeisterschaften in San José in 2:17,88 min die Goldmedaille im 800-Meter-Lauf gewann. Anschließend belegte sie bei den U23-NACAC-Meisterschaften in San Salvador in 2:22,36 min den neunten Platz über 800 Meter und gelangte mit 4:50,71 min auf den sechsten Platz im 1500-Meter-Lauf. Im Jahr darauf gewann sie bei den Zentralamerikameisterschaften in Managua in 4:36,71 min die Bronzemedaille über 1500 Meter und belegte in 2:17,35 min den vierten Platz über 800 Meter. 2018 gewann sie bei den Zentralamerikameisterschaften in Guatemala-Stadt in 4:49,88 min die Silbermedaille über 1500 Meter und anschließend belegte sie bei den Zentralamerika- und Karibikspielen in Barranquilla in 4:41,09 min den achten Platz und gelangte mit 38:50,85 min auf Rang sieben im 10.000-Meter-Lauf. 2020 siegte sie in 39:08,50 min über 10.000 Meter bei den Zentralamerikameisterschaften in San José und sicherte sich dort zudem in 18:19,53 min die Goldmedaille im 5000-Meter-Lauf. 2023 siegte sie in 4:28,31 min und 16:54,50 min über 1500 und 5000 Meter bei den Zentralamerikameisterschaften ebendort und gewann anschließend bei den Zentralamerika- und Karibikspielen in San Salvador in 33:38,44 min die Silbermedaille über 10.000 Meter hinter der Mexikanerin Laura Galván. Zudem belegte sie dort in 16:00,21 min den vierten Platz über 5000 Meter. Ende Oktober wurde sie bei den Panamerikanischen Spielen in Santiago de Chile in 33:38,90 min Fünfte über 10.000 Meter. Im Jahr darauf belegte sie bei den Ibero-Amerikanischen Meisterschaften in Cuiabá in 17:13,11 min den siebten Platz über 5000 Meter.
2021 wurde Arochte guatemaltekische Meisterin im 5000-Meter-Lauf sowie 2022 über 10.000 Meter.

## Persönliche Bestzeiten
- 800 Meter: 2:14,49 min, 17. Juni 2017 in Monterrey
- 1500 Meter: 4:17,24 min, 2. Juni 2023 in Pamplona (guatemaltekischer Rekord)
- 3000 Meter: 9:32,27 min, 18. Juni 2022 in Albacete (guatemaltekischer Rekord)
- 5000 Meter: 15:54,48 min, 26. Mai 2023 in Andújar (guatemaltekischer Rekord)
- 10.000 Meter: 33:10,80 min, 13. April 2023 in Azusa (guatemaltekischer Rekord)